# Shannonomyia cineracea
Shannonomyia cineracea är en tvåvingeart som först beskrevs av Philippi 1866.  Shannonomyia cineracea ingår i släktet Shannonomyia och familjen småharkrankar. Inga underarter finns listade i Catalogue of Life.